# The Bridge (dokumentärfilm)

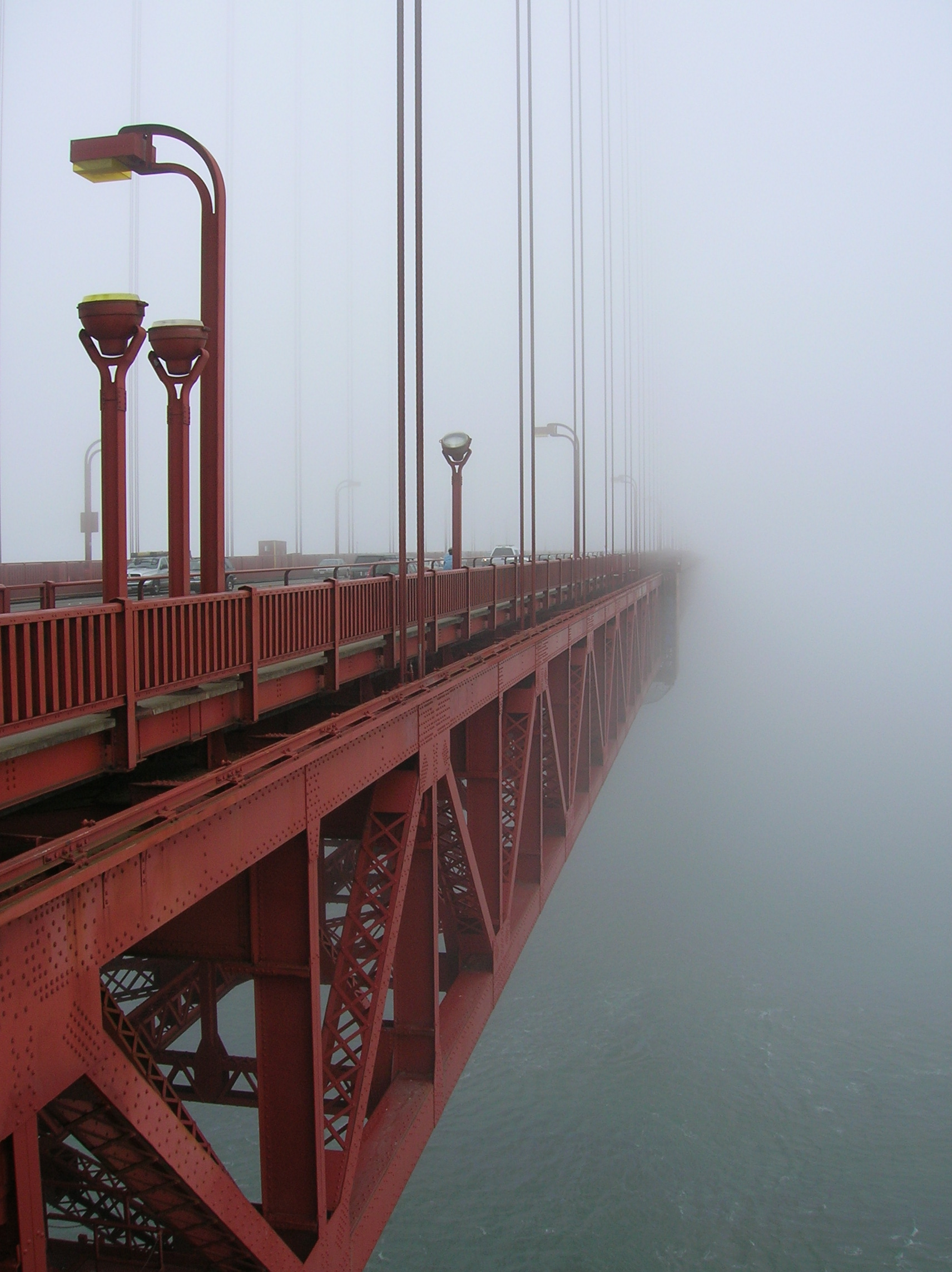
"The rail is so low, a 7-year-old can climb over it." -Eric Steel

The Bridge är en amerikansk dokumentärfilm från 2006 av Eric Steel och handlar om ett antal personer som begick självmord på Golden Gate Bridge under år 2004.